# Love Story (Katharine McPhee)
Love Story è un brano della cantante statunitense Katharine McPhee, estratto dal suo album di debutto Katharine McPhee.
La canzone è stata scritta dalla stessa McPhee in collaborazione con Nate "Danja" Hills, Kara DioGuardi e Corte Ellis, ed è stata pubblicata ufficialmente il 22 maggio 2007.

## Video musicale
Il video inizia con la McPhee in un miniabito oro con una band e alcuni cantanti. Mentre il brano procede, Katharine va ad una festa di compleanno in cui fissa un ragazzo che le piace con i suoi amici. Nella seconda strofa, la cantante striscia sul tavolo, accanto al ragazzo. Tuttavia si tratta solo di un sogno ad occhi aperti.
La McPhee incontra poi il ragazzo in un corridoio. Entrambi entrano in uno sgabuzzino e si baciano.
Il video musicale è stato diretto da Marcus Raboy.